# Cantó de Hallencourt
El cantó de Hallencourt és un cantó francès del departament del Somme, situat al districte d'Abbeville. Té 16 municipis i el cap és Hallencourt.

## Municipis

- Allery
- Bailleul
- Citerne
- Doudelainville
- Érondelle
- Fontaine-sur-Somme
- Frucourt
- Hallencourt
- Huppy
- Liercourt
- Limeux
- Longpré-les-Corps-Saints
- Mérélessart
- Sorel-en-Vimeu
- Vaux-Marquenneville
- Wiry-au-Mont

## Història
| Data d'elecció                           | Identitat       | Partit           | Qualitat |
| ---------------------------------------- | --------------- | ---------------- | -------- |
| 1945-1961                                | Albert Lefebvre | radical          |          |
| 1961-1976                                | André Deschamps | radical          |          |
| 1976-1982                                | Claude Jacob    | PCF              |          |
| 1982-2008                                | Pierre Martin   | RPR, després UMP |          |
| 2008-                                    | Claude Jacob    | PCF              |          |
| les dades anteriors no són pas conegudes |                 |                  |          |
|                                          |                 |                  |          |

## Demografia
| A partir de 1990: Població sense dobles comptes |